# 横望山
横望山，又名横山、衡山，是南京市江宁区、溧水区及马鞍山市当涂县三地交界处的低山，长15千米，宽3-5千米，共62座山峰，最高峰海拔458米。